# Y a-t-il un flic... (saga)
 Pour plus de détails, voir Fiche technique et Distribution

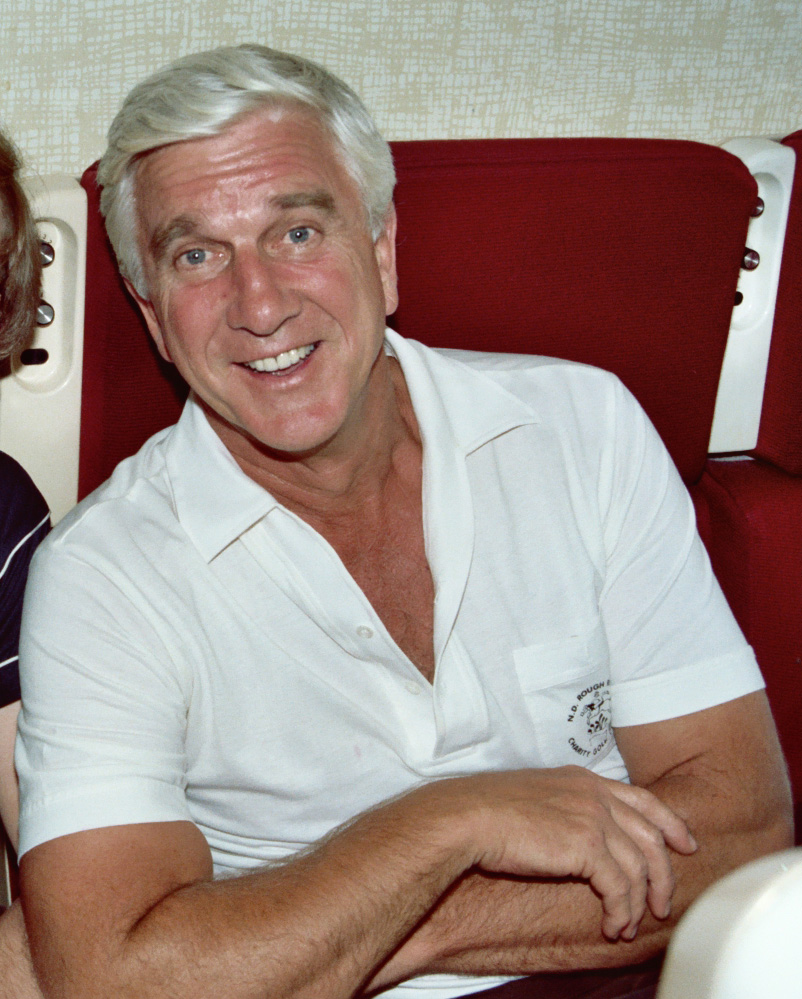
Frank Drebin, personnage principal de la saga interprété par Leslie Nielsen.

Y a-t-il un flic... , ou L'agent fait la farce au Québec (The Naked Gun), est une séries de films américains mettant en scène le lieutenant Frank Drebin, policier dans la brigade spéciale de la police de Los Angeles. Le personnage avait précédemment été introduit dans la série télévisée Police Squad diffusée en 1982.
Le comique des trois premiers films repose essentiellement sur les gags loufoques et parodiques écrits par les ZAZ (Jerry Zucker, Jim Abrahams et David Zucker) ainsi qu'à l'interprétation magistrale et grimaçante de Frank Drebin par Leslie Nielsen. Par ailleurs, chaque film contient des références parodiques provenant surtout de succès cinématographiques contemporains.
Un quatrième film, Y a-t-il un flic pour sauver le monde ?, sort en août 2025. Liam Neeson y incarne Frank Drebin Jr..

## Synopsis

### Y a-t-il un flic pour sauver la reine?(1988)
Frank Drebin est policier dans la brigade spéciale de la police de Los Angeles. Son meilleur ami et partenaire Nordberg est gravement blessé et accusé de trafic de drogue. Dès lors, Frank cherche à savoir qui a voulu tuer son ami. Son enquête l'amène sur les traces de Vincent Ludwig, riche homme d'affaires à qui l'on vient de confier la charge d'organiser la venue de la reine Élisabeth II. Frank fait la rencontre de l'assistante de Ludwig, Jane Spencer, de qui il va tomber amoureux.

### Y a-t-il un flic pour sauver le président?(1991)
Trois ans après, séparé de Jane (qui n'est pas venue à leur mariage), Frank Drebin continue sa traque des malfaiteurs et, en raison de ses états de service, il est accueilli à la Maison-Blanche pour un dîner organisé par le président au cours duquel doivent être abordées les questions énergétiques. Il retrouve Jane qui est devenue l'assistante du professeur Meinheimer mais cette dernière s'est fiancée à Quentin Hapsburg. Ce dernier trempe dans de sombres histoires dans lesquelles le professeur Meinheimer est impliqué bien malgré lui.

### Y a-t-il un flic pour sauver Hollywood?(1994)
Après ses dernières aventures, l'inspecteur Frank Drebin a décidé de prendre sa retraite. Désormais pour lui, c'est ménage et cookies mais l'Amérique a encore besoin de lui. En effet, Rocco Dillon prépare un attentat qui aura lieu pendant la cérémonie des Oscars. Lorsque ses anciens coéquipiers lui demandent de réintégrer la brigade, Frank hésite, ayant promis à Jane que tout était fini. Mais l'instinct de policier reprend le dessus et Frank reprend du service pour le meilleur du pire…

## Fiche technique
Sauf indication contraire, les informations mentionnées dans cette section peuvent être confirmées par les bases de données cinématographiques IMDb et Allociné,  présentes dans la section « Liens externes ».
| Œuvres                 | Police Squad (1982, série TV)                                                                    | Y a-t-il un flic pour sauver la reine ? (1988)       | Y a-t-il un flic pour sauver le président ? (1991) | Y a-t-il un flic pour sauver Hollywood ? (1994) | Y a-t-il un flic pour sauver le monde ? (2025)                     |
| ---------------------- | ------------------------------------------------------------------------------------------------ | ---------------------------------------------------- | -------------------------------------------------- | ----------------------------------------------- | ------------------------------------------------------------------ |
| Titre original         | Police Squad!                                                                                    | The Naked Gun: From the Files of Police Squad!       | The Naked Gun 2½: The Smell of Fear                | The Naked Gun 33 1/3: The Final Insult          | The Naked Gun                                                      |
| Titre québécois        | Police Squad                                                                                     | L'agent fait la farce                                | L'agent fait la farce 2½ : L'Odeur de la peur      | L'agent fait la farce 33 ⅓ : L'insulte finale   | Y a-t-il un flic pour sauver le monde ?                            |
| Réalisateurs/Créateurs | Zucker, Abrahams and Zucker                                                                      | David Zucker                                         | David Zucker                                       | Peter Segal                                     | Akiva Schaffer                                                     |
| Scénaristes            | David Zucker, Jim Abrahams, Jerry Zucker, Tino Insana, Nancy Steen, Neil Thompson et Robert Wuhl | ZAZ et Pat Proft                                     | David Zucker et Pat Proft                          | David Zucker, Pat Proft et Robert LoCash        | Dan Gregor, Doug Mand, Akiva Schaffer, Mark Hentemann, Alec Sulkin |
| Production             | Zucker, Abrahams and Zucker                                                                      | Robert K. Weiss                                      | Robert K. Weiss                                    | Robert K. Weiss et David Zucker                 | Erica Huggins et Seth MacFarlane                                   |
| Monteurs               | /                                                                                                | Michael Jablow                                       | Christopher Greenbury                              | James R. Symons                                 |                                                                    |
| Musique                | Ira Newborn                                                                                      | Ira Newborn                                          | Ira Newborn                                        | Ira Newborn                                     |                                                                    |
| Sortie nord-américaine | 4 mars 1982 - 8 juillet 1982                                                                     | 2 décembre 1988                                      | 28 juin 1991                                       | 18 mars 1994                                    | 1er août 2025                                                      |
| Sortie française       | 18 mars 1989 - ...                                                                               | 1er mars 1989 Septembre 2009 (Festival de Deauville) | 11 septembre 1991                                  | 11 mai 1994                                     | 30 juillet 2025                                                    |
| Durée                  | 6 x 24 minutes                                                                                   | 81 minutes                                           | 82 minutes                                         | 79 minutes                                      | NC                                                                 |
| Budget                 | NC                                                                                               | 12 000 000 $                                         | 23 000 000 $                                       | 30 000 000 $                                    | NC                                                                 |
| Distribution           | Paramount Television                                                                             | Paramount Pictures                                   | Paramount Pictures                                 | Paramount Pictures                              | Paramount Pictures                                                 |

## Distribution
Sauf indication contraire, les informations mentionnées dans cette section peuvent être confirmées par les bases de données cinématographiques IMDb et Allociné,  présentes dans la section « Liens externes ».
| Personnages                       | Y a-t-il un flic pour sauver la reine ? (1988) | Y a-t-il un flic pour sauver le président ? (1991) | Y a-t-il un flic pour sauver Hollywood ? (1994) | Y a-t-il un flic pour sauver le monde ? (2025) |
| --------------------------------- | ---------------------------------------------- | -------------------------------------------------- | ----------------------------------------------- | ---------------------------------------------- |
| Le lieutenant Frank Drebin        | Leslie Nielsen                                 | Leslie Nielsen                                     | Leslie Nielsen                                  |                                                |
| Jane Spencer                      | Priscilla Presley                              | Priscilla Presley                                  | Priscilla Presley                               | Priscilla Presley                              |
| Le capitaine Ed Hocken            | George Kennedy                                 | George Kennedy                                     | George Kennedy                                  |                                                |
| l'officier Nordberg               | O. J. Simpson                                  | O. J. Simpson                                      | O. J. Simpson                                   |                                                |
| Ted Olsen                         | Ed Williams                                    | Ed Williams                                        | Ed Williams                                     |                                                |
| Vincent Ludwig                    | Ricardo Montalbán                              |                                                    |                                                 |                                                |
| La mairesse de L.A.               | Nancy Marchand                                 |                                                    |                                                 |                                                |
| Pahpshmir                         | Raye Birk                                      |                                                    | Raye Birk                                       |                                                |
| Wilma Nordberg                    | Susan Beaubian                                 |                                                    |                                                 |                                                |
| La reine Élisabeth                | Jeannette Charles                              |                                                    |                                                 |                                                |
| Quentin Hapsburg                  |                                                | Robert Goulet                                      |                                                 |                                                |
| Dr Albert Meinheimer              |                                                | Richard Griffiths                                  |                                                 |                                                |
| Earl Hacker                       |                                                | Richard Griffiths                                  |                                                 |                                                |
| La commissaire Annabelle Brumford |                                                | Jacqueline Brookes                                 |                                                 |                                                |
| Hector Savage                     |                                                | Anthony James                                      |                                                 |                                                |
| Le président Bush                 |                                                | John Roarke                                        |                                                 |                                                |
| Barbara Bush                      |                                                | Margery Ross                                       |                                                 |                                                |
| John Sununu                       |                                                | Peter Van Norden                                   |                                                 |                                                |
| Rocco Dillon                      |                                                |                                                    | Fred Ward                                       |                                                |
| Muriel Dillon                     |                                                |                                                    | Kathleen Freeman                                |                                                |
| Tanya Peters                      |                                                |                                                    | Anna Nicole Smith                               |                                                |
| Louise                            |                                                |                                                    | Ellen Greene                                    |                                                |
| Tyrone                            |                                                |                                                    | Bruce Young                                     |                                                |
| Le détenu pervers                 |                                                |                                                    | Randall « Tex » Cobb                            |                                                |
| Frank Drebin Jr.                  |                                                |                                                    | Adam Hasart                                     | Liam Neeson                                    |

## Accueil

### Critique
| Titre                                       | Rotten Tomatoes    | Metacritic        |
| ------------------------------------------- | ------------------ | ----------------- |
| Police Squad                                | 90% (31 critiques) | NC                |
| Y a-t-il un flic pour sauver la reine ?     | 87% (54 critiques) | 76 (13 critiques) |
| Y a-t-il un flic pour sauver le président ? | 57% (40 critiques) | 65 (21 critiques) |
| Y a-t-il un flic pour sauver Hollywood ?    | 54% (35 critiques) | 63 (21 critiques) |

### Box-office
| Films                                       | Recettes États-Unis, Canada | Recettes internationales | France            | Total des recettes mondiales | Réf. |
| ------------------------------------------- | --------------------------- | ------------------------ | ----------------- | ---------------------------- | ---- |
| Y a-t-il un flic pour sauver la reine ?     | 78 756 177 $                | 73 689 000 $             | 600 095 entrées   | 152 445 177 $                | ,    |
| Y a-t-il un flic pour sauver le président ? | 86 930 411 $                | 105 310 000 $            | 996 689 entrées   | 192 240 411 $                | ,    |
| Y a-t-il un flic pour sauver Hollywood ?    | 51 132 598 $                | 81 273 000 $             | 605 949 entrées   | 132 405 598 $                | ,    |
| Totaux                                      | 216 819 186 $               | 260 272 000 $            | 2 202 733 entrées | 477 091 186 $                |      |